# Daniel de Francheville
Daniel de Francheville (né à Vannes le 21 juin 1648 et mort à Périgueux le 26 mai 1702) est un ecclésiastique qui fut évêque de Périgueux de 1693 à 1702.

## Biographie
Daniel de Francheville, né à Vannes, est issu de la famille de Francheville ; il est le fils de Claude de Francheville, seigneur de Truscat, le Pélinec et Moréac (1613-1682), sénéchal de Vannes, lieutenant général au siège de l'Amirauté de Vannes et président au présidial de Vannes, chevalier de l'ordre de Saint-Michel, et de Catherine Huart. Sa tante paternelle est la vénérable Catherine de Francheville, cofondatrice puis supérieure de l'ordre des « Sœurs de La Retraite » à Vannes.
Il est d'abord avocat royal au Parlement de Bretagne avant de prendre l'état ecclésiastique. En 1692, alors qu'une famine sévissait dans toute la Cornouaille, un pauvre tailleur, Claude Allain, père de douze enfants trouva une statue de la Vierge au bord d'un ruisseau et une voix lui aurait alors demandé d'aller trouver le recteur de Bothoa, Grégoire Raoult, afin qu'il lui fasse bâtir une chapelle au Guiaudet ; frappé de cécité pour le punir de ne pas y avoir cru, le recteur de Bothoa organisa une procession vers la montagne du Guiaudet et recouvra la vue ; Daniel de Francheville, évêque de Périgueux, sur sa terre du Pélinec où la statue avait été trouvée, donna le terrain nécessaire (l'acte de cession date du 5 mai 1695) et finança une partie du coût de la construction de la chapelle Notre-Dame-du-Guiaudet (en Lanrivain), et donna l'argent nécessaire (cent écus par an) à l'entretien d'un chapelain,avec obligation pour celui-ci de dire la messe tous les jours et de confesser les pèlerins.
Il est nommé évêque de Périgueux en 1693, confirmé le 17 janvier 1694 et consacré en mai suivant à Paris dans la maison professe des jésuites par Charles Le Goux de la Berchère l'archevêque d'Albi. Il prend possession de son diocèse le 30 mai 1694.
En 1699 il est pourvu en commende de Saint-Michel du Tréport. Selon Pierre-Paul Laffleur de Kermaingant (d) , Mgr de Francheville était un homme d'un rare mérite, dont les moines n'auraient eu sans doute qu'à se louer, si ses fonctions épiscopales ne l'eussent retenu loin d'eux.
« Nous avons ici, [aux Rochers], un abbé de Francheville, qui a bien de l'esprit, agréable, naturel, savant sans orgueil. Montreuil le connoît. Il a passé sa vie à Paris, il vous a vue deux fois, vous êtes demeurée dans son cerveau comme une divinité : il est grand cartésien ; c'est le maître de Mlle Descartes; elle lui a montré votre lettre, il l'a admirée et votre esprit tout lumineux ; le sien me plaît et me divertit infiniment: il y a longtemps que je ne m'étois trouvée en si bonne compagnie. »
— Lettre de Mme de Sévigné à Mme de Grignan, le 28 septembre 1689.
Dans son diocèse il se fait remarquer par sa charité et se voit accorder le surnom de « Père des pauvres ». Il meurt à Périgueux le 20 mai 1702 en « odeur de sainteté » et il est inhumé dans le couvent de la Visitation de la cité.